# Zatrachydidae
Gli zatracheidi (Zatracheidae) o zatrachididi (Zatrachydidae) sono una famiglia di anfibi estinti appartenenti ai temnospondili. Vissero tra il Carbonifero superiore e il Permiano inferiore (300 - 280 milioni di anni fa). I loro resti sono stati ritrovati in Nordamerica e in Europa occidentale.

## Descrizione
Di medie dimensioni (raramente raggiungevano il metro di lunghezza) questi animali erano piuttosto simili al ben noto Eryops, ma erano più piccoli e di costituzione più snella. Come in Eryops, il cranio era appiattito e le piccole orbite erano posizionate indietro. Il corpo era ugualmente compatto e gli arti posizionati ai lati erano robusti. Il cranio, però, era dotato di alcune caratteristiche uniche: le ossa che lo componevano, infatti, erano percorse da strane creste e rilievi allungati. In particolare, il quadratoiugale (un osso nella parte posteriore del cranio) era dotato di notevoli protuberanze, che finivano per sporgere dal retro della testa dell'animale. 

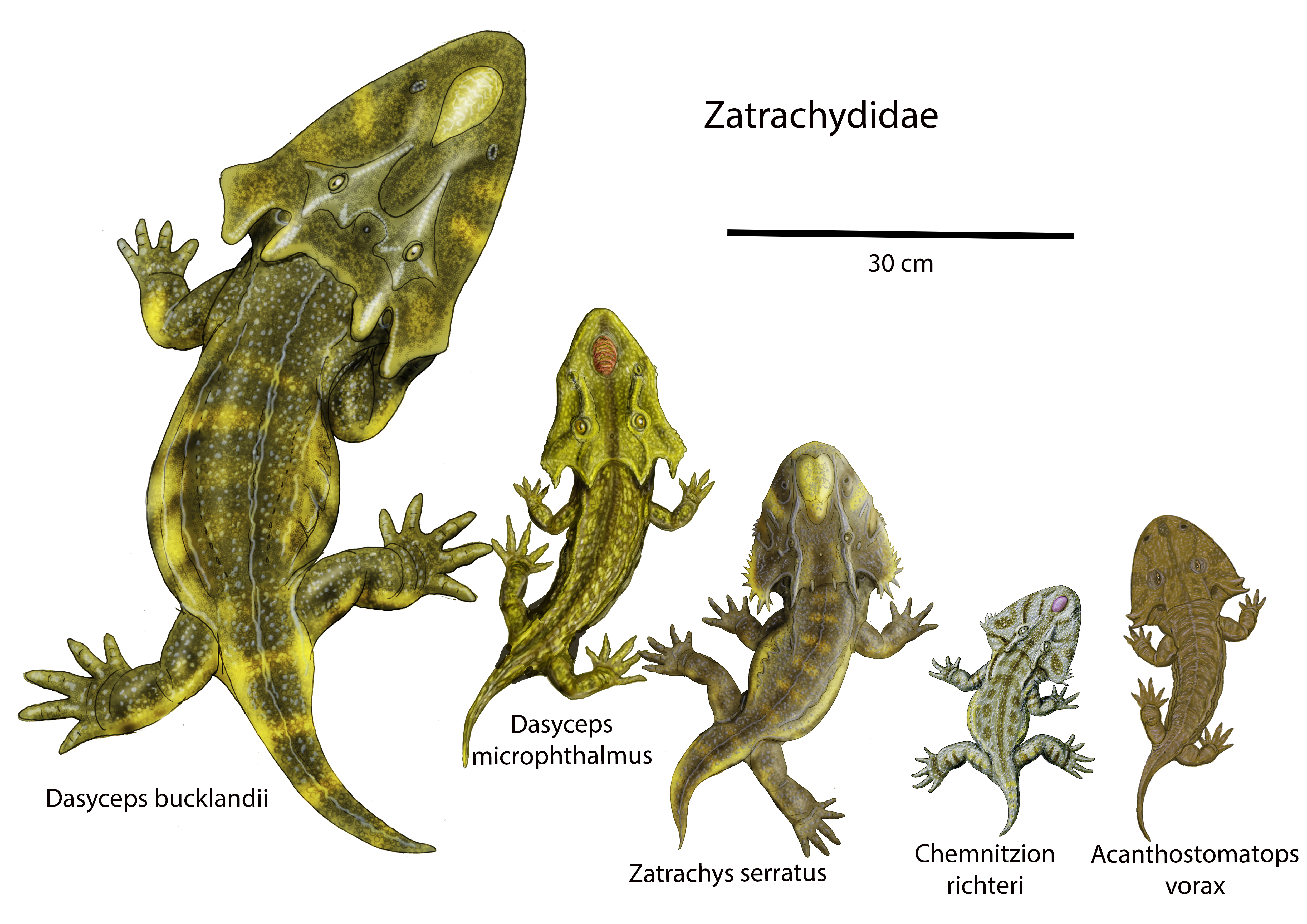
Ricostruzione in scala di varie specie di zatrachididi

Un'ulteriore caratteristica degli zatracheidi era costituita da una grande apertura nel palato; si presume che questa apertura ospitasse, nell'animale in vita, un qualche tipo di ghiandola, che forse secerneva una sostanza appiccicosa in modo tale che le prede catturate potessero aderire più facilmente alla lingua. Una simile strategia è adottata al giorno d'oggi dalla tiliqua dalla lingua azzurra (Tiliqua scincoides), e indicherebbe che gli zatracheidi erano animali che passavano gran parte del loro tempo sulla terraferma.